# Europamästerskapen i landsvägscykling

Europamästartröjan som får bäras av den regerande mästaren vid tävlingar i den aktuella klassen.

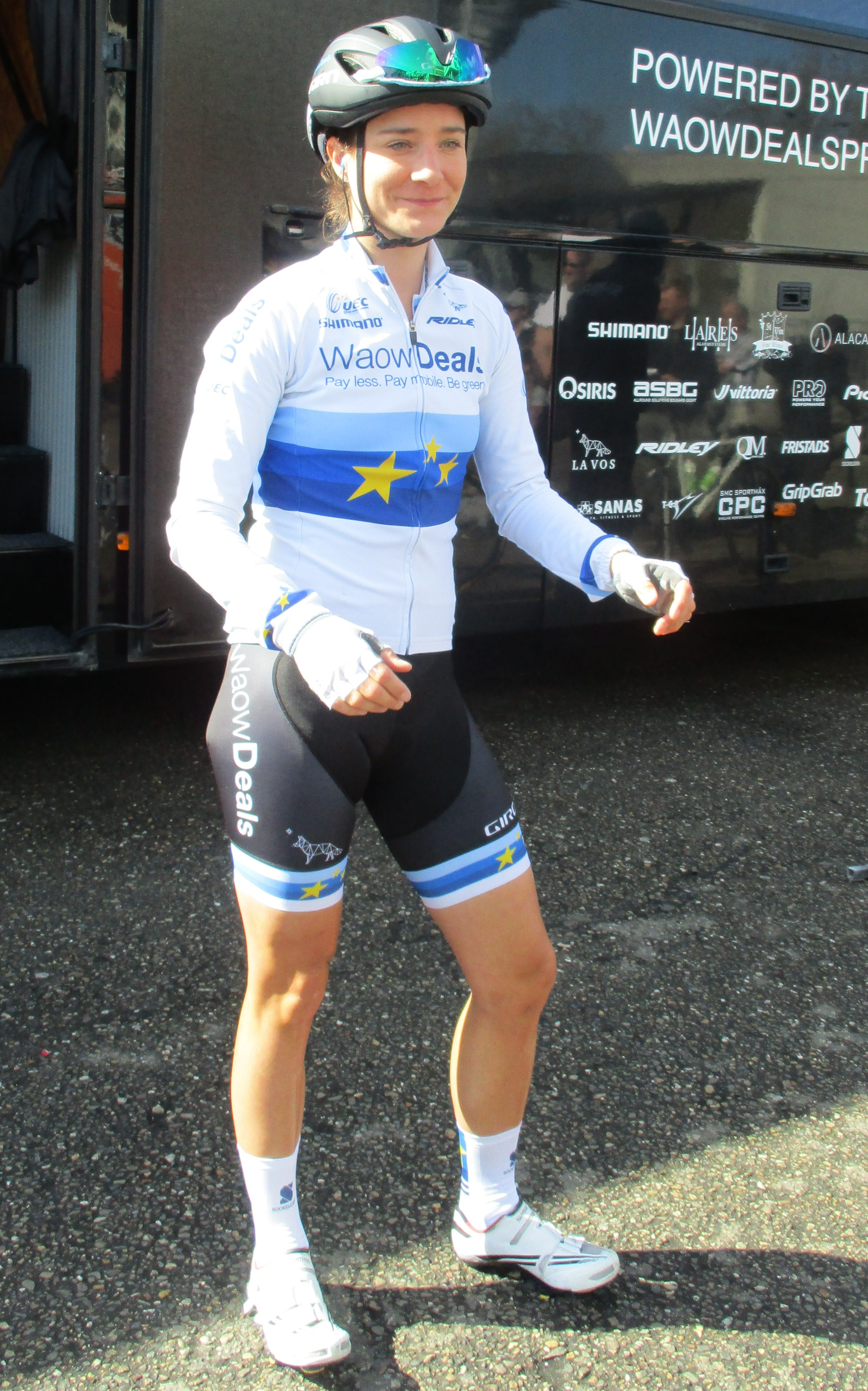
Marianne Vos var regerande europamästare i linjelopp vid Amstel Gold Race 2018.

Europamästerskapen i landsvägscykling är en tävling som årligen arrangeras av Union Européenne de Cyclisme (Europeiska cykelunionen) sedan 1995. Inledningsvis bestod tävlingen endast av linjelopp för U23 damer och herrar, men 1997 tillkom tempolopp för båda könen, 2005 skapades även motsvarande juniorklasser och 2016 tillkom även elitklasserna. 2019 infördes även en tempostafett för mixade lag (tre herrar och tre damer, vilka kunde plockas från elit- och U23-klasserna, men ej från juniorerna.).
I Europamästerskapen (liksom i VM och OS) representerar de tävlande sina respektive nationsförbund och kör alltså inte för det professionella stall de normalt tävlar för. De kör därför i sina respektive landslags dräkter.

## Mästerskap
| År   | Nation         | Ort               | Ort                | Klasser                  |
| År   | Nation         | Linjelopp         | Tempolopp          | Klasser                  |
| ---- | -------------- | ----------------- | ------------------ | ------------------------ |
| 1995 | Tjeckien       | Trutnov           | —                  | U23                      |
| 1996 | Storbritannien | Isle of Man       | —                  | U23                      |
| 1997 | Österrike      | Villach           | Villach            | U23                      |
| 1998 | Sverige        | Uppsala           | Uppsala            | U23                      |
| 1999 | Portugal       | Lissabon          | Lissabon           | U23                      |
| 2000 | Polen          | Kielce            | Kielce             | U23                      |
| 2001 | Frankrike      | Apremont          | Apremont           | U23                      |
| 2002 | Italien        | Bergamo           | Grassobbio         | U23                      |
| 2003 | Grekland       | Aten              | Vouliagmeni        | U23                      |
| 2004 | Estland        | Otepää            | Otepää             | U23                      |
| 2005 | Ryssland       | Moskva            | Moskva             | U23, Junior              |
| 2006 | Nederländerna  | Valkenburg        | Heerlen Valkenburg | U23, Junior              |
| 2007 | Bulgarien      | Sofia             | Sofia              | U23, Junior              |
| 2008 | Italien        | Verbania Pallanza | Arona Stresa       | U23, Junior              |
| 2009 | Belgien        | Hooglede-Gits     | Hooglede-Gits      | U23, Junior              |
| 2010 | Turkiet        | Ankara            | Ankara             | U23, Junior              |
| 2011 | Italien        | Offida            | Offida             | U23, Junior              |
| 2012 | Nederländerna  | Goes              | Goes               | U23, Junior              |
| 2013 | Tjeckien       | Olomouc           | Olomouc            | U23, Junior              |
| 2014 | Schweiz        | Nyon              | Nyon               | U23, Junior              |
| 2015 | Estland        | Tartu             | Tartu              | U23, Junior              |
| 2016 | Frankrike      | Plumelec          | Plumelec           | Elit, U23, Junior        |
| 2017 | Danmark        | Herning           | Herning            | Elit, U23, Junior        |
| 2018 | Tjeckien       | Zlín              | Brno               | U23, Junior              |
| 2018 | Storbritannien | Glasgow           | Glasgow            | Elit                     |
| 2019 | Nederländerna  | Alkmaar           | Alkmaar            | Elit, U23, Junior, Mixed |
| 2020 | Frankrike      | Plouay            | Plouay             | Elit, U23, Junior, Mixed |
| 2021 | Italien        | Trento            | Trento             | Elit, U23, Junior, Mixed |
| 2022 | Portugal       | Anadia            | Anadia             | U23, Junior              |
| 2022 | Tyskland       | München           | München            | Elit                     |
| 2023 | Nederländerna  | Drenthe           | Drenthe            | Elit, U23, Junior, Mixed |
| 2024 | Belgien        | Limburg           | Limburg            | Elit, U23, Junior, Mixed |

## Resultat

### Herrelit

#### Linjelopp
| År   | Guld               | Silver               | Brons            |
| ---- | ------------------ | -------------------- | ---------------- |
| 2016 | Peter Sagan        | Julian Alaphilippe   | Daniel Moreno    |
| 2017 | Alexander Kristoff | Elia Viviani         | Moreno Hofland   |
| 2018 | Matteo Trentin     | Mathieu van der Poel | Wout van Aert    |
| 2019 | Elia Viviani       | Yves Lampaert        | Pascal Ackermann |
| 2020 | Giacomo Nizzolo    | Arnaud Démare        | Pascal Ackermann |
| 2021 | Sonny Colbrelli    | Remco Evenepoel      | Benoît Cosnefroy |
| 2022 | Fabio Jakobsen     | Arnaud Démare        | Tim Merlier      |
| 2023 | Christophe Laporte | Wout van Aert        | Olav Kooij       |
| 2024 | Tim Merlier        | Olav Kooij           | Madis Mihkels    |

#### Tempolopp
| År   | Guld                 | Silver               | Brons                 |
| ---- | -------------------- | -------------------- | --------------------- |
| 2016 | Jonathan Castroviejo | Victor Campenaerts   | Moreno Moser          |
| 2017 | Victor Campenaerts   | Maciej Bodnar        | Ryan Mullen           |
| 2018 | Victor Campenaerts   | Jonathan Castroviejo | Maximilian Schachmann |
| 2019 | Remco Evenepoel      | Kasper Asgreen       | Edoardo Affini        |
| 2020 | Stefan Küng          | Rémi Cavagna         | Victor Campenaerts    |
| 2021 | Stefan Küng          | Filippo Ganna        | Remco Evenepoel       |
| 2022 | Stefan Bissegger     | Stefan Küng          | Filippo Ganna         |
| 2023 | Josh Tarling         | Stefan Bissegger     | Wout van Aert         |
| 2024 | Edoardo Affini       | Stefan Küng          | Mattia Cattaneo       |

### Damelit

#### Linjelopp
| År   | Guld                 | Silver               | Brons                |
| ---- | -------------------- | -------------------- | -------------------- |
| 2016 | Anna van der Breggen | Katarzyna Niewiadoma | Elisa Longo Borghini |
| 2017 | Marianne Vos         | Giorgia Bronzini     | Olga Zabelinskaya    |
| 2018 | Marta Bastianelli    | Marianne Vos         | Lisa Brennauer       |
| 2019 | Amy Pieters          | Elena Cecchini       | Lisa Klein           |
| 2020 | Annemiek van Vleuten | Elisa Longo Borghini | Katarzyna Niewiadoma |
| 2021 | Ellen van Dijk       | Liane Lippert        | Rasa Leleivyte       |
| 2022 | Lorena Wiebes        | Elisa Balsamo        | Rachele Barbieri     |
| 2023 | Mischa Bredewold     | Lorena Wiebes        | Lotte Kopecky        |
| 2024 | Lorena Wiebes        | Elisa Balsamo        | Daria Pikulik        |

#### Tempolopp
| År   | Guld                 | Silver               | Brons                   |
| ---- | -------------------- | -------------------- | ----------------------- |
| 2016 | Ellen van Dijk       | Anna van der Breggen | Olga Zabelinskaya       |
| 2017 | Ellen van Dijk       | Ann-Sophie Duyck     | Anna van der Breggen    |
| 2018 | Ellen van Dijk       | Anna van der Breggen | Trixi Worrack           |
| 2019 | Ellen van Dijk       | Lisa Klein           | Lucinda Brand           |
| 2020 | Anna van der Breggen | Ellen van Dijk       | Marlen Reusser          |
| 2021 | Marlen Reusser       | Ellen van Dijk       | Lisa Brennauer          |
| 2022 | Marlen Reusser       | Ellen van Dijk       | Riejanne Markus         |
| 2023 | Marlen Reusser       | Anna Henderson       | Christina Schweinberger |
| 2024 | Lotte Kopecky        | Ellen van Dijk       | Christina Schweinberger |

### Mixed

#### Tempostafett
| År   | Guld          | Silver   | Brons         |
| ---- | ------------- | -------- | ------------- |
| 2019 | Nederländerna | Tyskland | Italien       |
| 2020 | Tyskland      | Schweiz  | Italien       |
| 2021 | Italien       | Tyskland | Nederländerna |
| 2022 | Ej avhållet   |          |               |
| 2023 | Frankrike     | Italien  | Tyskland      |
| 2024 | Italien       | Tyskland | Belgien       |

### U23 - segrare
| År   | Herrar                  | Herrar                | Damer                     | Damer                 |
| År   | Linjelopp               | Tempolopp             | Linjelopp                 | Tempolopp             |
| ---- | ----------------------- | --------------------- | ------------------------- | --------------------- |
| 1995 | Mirko Celestino         | —                     | Regina Schleicher         | —                     |
| 1996 | Cândido Barbosa         | —                     | Hanka Kupfernagel         | —                     |
| 1997 | Salvatore Commesso      | Guillaume Auger       | Élisabeth Chevanne Brunel | Diana Žiliūtė         |
| 1998 | Zoran Klemenčič         | Oleg Zjukov           | Susanne Ljungskog         | Diana Žiliūtė         |
| 1999 | Michele Gobbi           | Martin Cotar          | Tetjana Stjazjkina        | Tetjana Stjazjkina    |
| 2000 | Graziano Gasparre       | Jevgenij Petrov       | Alessandra D'Ettorre      | Lada Kozlíková        |
| 2001 | Giampaolo Caruso        | Manuel Quinziato      | Mirella van Melis         | Nicole Brändli        |
| 2002 | Michael Albasini        | Jonas Olsson          | Trixi Worrack             | Olga Zabelinskaya     |
| 2003 | Giovanni Visconti       | Markus Fothen         | María Isabel Moreno       | Virginie Moinard      |
| 2004 | Kalvis Eisaks           | Christian Müller      | Monica Holler             | Tatiana Guderzo       |
| 2005 | František Raboň         | Dmytro Hrabovskyj     | Gessica Turato            | Madeleine Sandig      |
| 2006 | Benoît Sinner           | Dmytro Hrabovskyj     | Marianne Vos              | Linda Villumsen       |
| 2007 | Andrej Klyuev           | Maxim Belkov          | Marianne Vos              | Linda Villumsen       |
| 2008 | Cyril Gautier           | Adriano Malori        | Rasa Leleivytė            | Ellen van Dijk        |
| 2009 | Kris Boeckmans          | Marcel Kittel         | Chantal Blaak             | Ellen van Dijk        |
| 2010 | Piotr Gawronski         | Alex Dowsett          | Noortje Tabak             | Alexandra Burchenkova |
| 2011 | Julian Kern             | Yoann Paillot         | Larisa Pankova            | Mélodie Lesueur       |
| 2012 | Jan Tratnik             | Rasmus Quaade         | Evelyn Arys               | Anna van der Breggen  |
| 2013 | Sean De Bie             | Victor Campenaerts    | Susanna Zorzi             | Hanna Solovey         |
| 2014 | Stefan Küng             | Stefan Küng           | Sabrina Stultiens         | Mieke Kröger          |
| 2015 | Erik Baška              | Steven Lammertink     | Katarzyna Niewiadoma      | Mieke Kröger          |
| 2016 | Alexandr Riabushenko    | Lennard Kämna         | Katarzyna Niewiadoma      | Anastasiia Iakovenko  |
| 2017 | Casper Pedersen         | Kasper Asgreen        | Pernille Mathiesen        | Pernille Mathiesen    |
| 2018 | Marc Hirschi            | Edoardo Affini        | Nikola Nosková            | Aafke Soet            |
| 2019 | Alberto Dainese         | Johan Price-Pejtersen | Letizia Paternoster       | Hannah Ludwig         |
| 2020 | Jonas Hvideberg         | Andreas Leknessund    | Elisa Balsamo             | Hannah Ludwig         |
| 2021 | Thibau Nys              | Johan Price-Pejtersen | Silvia Zanardi            | Vittoria Guazzini     |
| 2022 | Felix Engelhardt        | Alec Segaert          | Shirin van Anrooij        | Shirin van Anrooij    |
| 2023 | Henrik Breiner Pedersen | Alec Segaert          | Ilse Pluimers             | Zoe Backstedt         |
| 2024 | Huub Artz               | Alec Segaert          | Sofie van Rooijen         | Anniina Ahtosalo      |

### Resultat
- Resultat linjelopp herrar elit (ProCyclingStats)
- Resultat tempolopp herrar elit (ProCyclingStats)
- Resultat linjelopp damer elit (ProCyclingStats)
- Resultat tempolopp damer elit (ProCyclingStats)
- Resultat tempostafett mixed (ProCyclingStats)
- Resultat linjelopp U23 herrar (CyclingArchives)
- Resultat tempolopp U23 herrar (CyclingArchives)
- Resultat linjelopp U23 damer (CyclingArchives)
- Resultat tempolopp U23 damer (CyclingArchives)
- Resultat linjelopp herrjuniorer (CyclingArchives)
- Resultat tempolopp herruniorer (CyclingArchives)
- Resultat linjelopp damjuniorer (CyclingArchives)
- Resultat tempolopp damjuniorer (CyclingArchives)

### Övriga referenser
1. ↑  European road cycling championships to feature elite events for first time, CyclingNews 12 mars 2016.
2. ↑  2021 UEC Road European Championships - Technical Guide på UEC.  PDF 2,4 MB.